# Hardinsburg (Indiana)
Hardinsburg és una població dels Estats Units a l'estat d'Indiana. Segons el cens del 2000 tenia 244 habitants.

## Demografia
Segons el cens del 2000, Hardinsburg tenia 244 habitants, 99 habitatges, i 66 famílies. La densitat de població era de 46,2 habitants/km².
Dels 99 habitatges en un 38,4% hi vivien nens de menys de 18 anys, en un 45,5% hi vivien parelles casades, en un 15,2% dones solteres, i en un 33,3% no eren unitats familiars. En el 32,3% dels habitatges hi vivien persones soles el 17,2% de les quals corresponia a persones de 65 anys o més que vivien soles. El nombre mitjà de persones vivint en cada habitatge era de 2,46 i el nombre mitjà de persones que vivien en cada família era de 3,09.
Per edats la població es repartia de la següent manera: un 33,2% tenia menys de 18 anys, un 4,1% entre 18 i 24, un 31,6% entre 25 i 44, un 18,9% de 45 a 60 i un 12,3% 65 anys o més.
L'edat mediana era de 35 anys. Per cada 100 dones de 18 o més anys hi havia 85,2 homes.
La renda mediana per habitatge era de 23.125$ i la renda mediana per família de 32.917$. Els homes tenien una renda mediana de 26.250$ mentre que les dones 22.813$. La renda per capita de la població era de 14.112$. Entorn del 5,6% de les famílies i el 13,9% de la població estaven per davall del llindar de pobresa.

## Poblacions més properes
El següent diagrama mostra les poblacions més properes.